# Championnat panaméricain masculin de handball
Cet article traite du Championnat panaméricain masculin de handball. Pour la compétition féminine, voir Championnat panaméricain féminin de handball.
Le Championnat panaméricain masculin de handball a réuni de 1979 à 2018 les meilleures équipes masculines d'Amérique du Nord, d'Amérique Centrale et d'Amérique du Sud.
En conséquence de la séparation de la Fédération panaméricaine de handball en 2018, deux compétitions lui ont succédé en 2020
- le Championnat d'Amérique du Nord et des Caraïbes,
- le Championnat d'Amérique du Sud et centrale.

## Palmarès
| Édition | Pays organisateur                                | Vainqueur                                        | Deuxième                                         | Troisième                                        |
| ------- | ------------------------------------------------ | ------------------------------------------------ | ------------------------------------------------ | ------------------------------------------------ |
| 1979    | Mexique                                          | Cuba                                             | Canada                                           | États-Unis                                       |
| 1981    | Argentine                                        | Cuba                                             | Brésil                                           | États-Unis                                       |
| 1983    | États-Unis                                       | Cuba                                             | États-Unis                                       | Canada                                           |
| 1985    | Brésil                                           | Cuba                                             | États-Unis                                       | Brésil                                           |
| 1987    | Remplacé par les Jeux panaméricains de 1987 (en) | Remplacé par les Jeux panaméricains de 1987 (en) | Remplacé par les Jeux panaméricains de 1987 (en) | Remplacé par les Jeux panaméricains de 1987 (en) |
| 1989    | Cuba                                             | Cuba                                             | Brésil                                           | États-Unis                                       |
| 1991    | Remplacé par les Jeux panaméricains de 1991 (en) | Remplacé par les Jeux panaméricains de 1991 (en) | Remplacé par les Jeux panaméricains de 1991 (en) | Remplacé par les Jeux panaméricains de 1991 (en) |
| 1994    | Brésil                                           | Cuba                                             | Brésil                                           | États-Unis                                       |
| 1996    | États-Unis                                       | Cuba                                             | Argentine                                        | États-Unis                                       |
| 1998    | Cuba                                             | Cuba (8)                                         | Argentine                                        | Brésil                                           |
| 2000    | Brésil                                           | Argentine                                        | Cuba                                             | Brésil                                           |
| 2002    | Argentine                                        | Argentine                                        | Brésil                                           | Groenland                                        |
| 2004    | Chili                                            | Argentine                                        | Brésil                                           | Canada                                           |
| 2006    | Brésil                                           | Brésil                                           | Argentine                                        | Groenland                                        |
| 2008    | Brésil                                           | Brésil                                           | Argentine                                        | Cuba                                             |
| 2010    | Chili                                            | Argentine                                        | Brésil                                           | Chili                                            |
| 2012    | Argentine                                        | Argentine                                        | Brésil                                           | Chili                                            |
| 2014    | Uruguay                                          | Argentine                                        | Brésil                                           | Chili                                            |
| 2016    | Argentine                                        | Brésil (3)                                       | Chili                                            | Argentine                                        |
| 2018    | Groenland                                        | Argentine (7)                                    | Brésil                                           | Chili                                            |

## Bilan

### Tableau d'honneur
| Rang  | Équipe nationale | Médaille d'or, Amérique | Médaille d'argent, Amérique | Médaille de bronze, Amérique | Total |
| ----- | ---------------- | ----------------------- | --------------------------- | ---------------------------- | ----- |
| 1     | Cuba             | 8                       | 1                           | 1                            | 11    |
| 2     | Argentine        | 7                       | 4                           | 1                            | 12    |
| 3     | Brésil           | 3                       | 9                           | 3                            | 15    |
| 4     | États-Unis       | 0                       | 2                           | 5                            | 7     |
| 5     | Chili            | 0                       | 1                           | 5                            | 6     |
| 6     | Canada           | 0                       | 1                           | 2                            | 3     |
| 7     | Groenland        | 0                       | 0                           | 2                            | 2     |
| Total | Total            | 18                      | 18                          | 18                           | 54    |

### Bilan par édition
| Équipe nationale       | 1979                         | 1981                         | 1983                         | 1985                         | 1989                         | 1994                         | 1996                         | 1998                         | 2000                         | 2002                         | 2004                         | 2006                         | 2008                         | 2010                         | 2012                         | 2014                         | 2016                         | 2018                         | Part. |
| ---------------------- | ---------------------------- | ---------------------------- | ---------------------------- | ---------------------------- | ---------------------------- | ---------------------------- | ---------------------------- | ---------------------------- | ---------------------------- | ---------------------------- | ---------------------------- | ---------------------------- | ---------------------------- | ---------------------------- | ---------------------------- | ---------------------------- | ---------------------------- | ---------------------------- | ----- |
| Argentine              | 5e                           | 4e                           | -                            | 5e                           | -                            | 4e                           | Médaille d'argent, Amérique  | Médaille d'argent, Amérique  | Médaille d'or, Amérique      | Médaille d'or, Amérique      | Médaille d'or, Amérique      | Médaille d'argent, Amérique  | Médaille d'argent, Amérique  | Médaille d'or, Amérique      | Médaille d'or, Amérique      | Médaille d'or, Amérique      | Médaille de bronze, Amérique | Médaille d'or, Amérique      | 16    |
| Brésil                 | 4e                           | Médaille d'argent, Amérique  | 4e                           | Médaille de bronze, Amérique | Médaille d'argent, Amérique  | Médaille d'argent, Amérique  | 4e                           | Médaille de bronze, Amérique | Médaille de bronze, Amérique | Médaille d'argent, Amérique  | Médaille d'argent, Amérique  | Médaille d'or, Amérique      | Médaille d'or, Amérique      | Médaille d'argent, Amérique  | Médaille d'argent, Amérique  | Médaille d'argent, Amérique  | Médaille d'or, Amérique      | Médaille d'argent, Amérique  | 18    |
| Canada                 | Médaille d'argent, Amérique  | -                            | Médaille de bronze, Amérique | 6e                           | 4e                           | -                            | 5e                           | 6e                           | -                            | -                            | Médaille de bronze, Amérique | -                            | 7e                           | 7e                           | -                            | -                            | 10e                          | 5e                           | 11    |
| Chili                  | -                            | 7e                           | -                            | -                            | -                            | -                            | -                            | -                            | -                            | 5e                           | 4e                           | 5e                           | 4e                           | Médaille de bronze, Amérique | Médaille de bronze, Amérique | Médaille de bronze, Amérique | Médaille d'argent, Amérique  | Médaille de bronze, Amérique | 9     |
| Colombie               | -                            | -                            | -                            | -                            | -                            | -                            | -                            | 8e                           | -                            | 8e                           | -                            | -                            | -                            | -                            | -                            | -                            | 9e                           | 9e                           | 4     |
| Costa Rica             | -                            | -                            | -                            | -                            | -                            | -                            | 8e                           | -                            | -                            | -                            | -                            | -                            | -                            | -                            | -                            | -                            | -                            | -                            | 1     |
| Cuba                   | Médaille d'or, Amérique      | Médaille d'or, Amérique      | Médaille d'or, Amérique      | Médaille d'or, Amérique      | Médaille d'or, Amérique      | Médaille d'or, Amérique      | Médaille d'or, Amérique      | Médaille d'or, Amérique      | Médaille d'argent, Amérique  | -                            | -                            | -                            | Médaille de bronze, Amérique | 4e                           | -                            | -                            | -                            | -                            | 11    |
| République dominicaine | -                            | -                            | -                            | -                            | -                            | -                            | -                            | -                            | 6e                           | -                            | -                            | -                            | -                            | 8e                           | -                            | -                            | -                            | -                            | 2     |
| Groenland              | -                            | -                            | -                            | -                            | -                            | -                            | -                            | 5e                           | 5e                           | Médaille de bronze, Amérique | 5e                           | Médaille de bronze, Amérique | 5e                           | 6e                           | 5e                           | 5e                           | 5e                           | 4e                           | 11    |
| Guatemala              | -                            | -                            | -                            | -                            | -                            | -                            | -                            | -                            | -                            | -                            | -                            | -                            | -                            | -                            | -                            | 8e                           | 11e                          | 8e                           | 3     |
| Mexique                | 6e                           | 5e                           | 5e                           | 4e                           | 5e                           | 5e                           | 6e                           | 7e                           | 7e                           | 7e                           | 8e                           | 7e                           | -                            | -                            | 9e                           | 7e                           | 7e                           | -                            | 15    |
| Paraguay               | -                            | 6e                           | -                            | -                            | -                            | 6e                           | -                            | -                            | -                            | 6e                           | -                            | -                            | -                            | -                            | 6e                           | -                            | 12e                          | 11e                          | 6     |
| Pérou                  | -                            | -                            | -                            | -                            | -                            | -                            | -                            | -                            | -                            | -                            | -                            | -                            | -                            | -                            | -                            | -                            | -                            | 10e                          | 1     |
| Porto Rico             | -                            | -                            | 6e                           | -                            | 6e                           | -                            | 7e                           | -                            | -                            | -                            | 6e                           | 8e                           | -                            | -                            | -                            | -                            | 6e                           | 7e                           | 7     |
| Uruguay                | -                            | -                            | -                            | -                            | -                            | 7e                           | -                            | 9e                           | 8e                           | -                            | -                            | 6e                           | 6e                           | 5e                           | 4e                           | 4e                           | 4e                           | 6e                           | 10    |
| États-Unis             | Médaille de bronze, Amérique | Médaille de bronze, Amérique | Médaille d'argent, Amérique  | Médaille d'argent, Amérique  | Médaille de bronze, Amérique | Médaille de bronze, Amérique | Médaille de bronze, Amérique | 4e                           | 4e                           | 4e                           | 7e                           | 4e                           | -                            | -                            | 7e                           | 6e                           | 8e                           | -                            | 15    |
| Venezuela              | -                            | -                            | -                            | -                            | -                            | -                            | -                            | -                            | -                            | -                            | -                            | -                            | -                            | -                            | 8e                           | -                            | -                            | -                            | 1     |
| Total                  | 6                            | 7                            | 6                            | 6                            | 6                            | 7                            | 8                            | 9                            | 8                            | 8                            | 8                            | 8                            | 7                            | 8                            | 9                            | 8                            | 12                           | 11                           |       |

- Légende :    — Pays hôte